# Jednostka zależna
Jednostka zależna – według ustawy o rachunkowości spółka handlowa lub podmiot utworzony i działający zgodnie z przepisami obcego prawa handlowego kontrolowana przez jednostkę dominującą.

## Opis
Jednostkę uważa się za zależną od jednostki dominującej, gdy ta druga:
- ma większość jej udziałów
- ma prawo do kierowania w niej polityką finansową oraz operacyjną
- ma prawo do powoływania i odwoływania organów nią zarządzających,
- jest udziałowcem jednostki, w której wszyscy członkowie zarządu w poprzednim i bieżącym roku obrotowym, a także do czasu sporządzenia sprawozdania finansowego, stanowią większość składu spółki zależnej.

Spółka jest jednostką zależną, gdy inna jednostka ma możliwość wpływania na jej decyzje oraz sposób działania. W większości przypadków odbywa się to poprzez większość głosów na zgromadzeniu organu stanowiącego, którym jest:
- w spółce akcyjnej – walne zgromadzenie akcjonariuszy,
- w spółce z o.o. – zgromadzenie wspólników.